# 竖新镇
竖新镇，是中华人民共和国上海市崇明区下辖的一个乡镇级行政单位。面积60多平方公里。户籍人口4.56万人（2008年）。

## 行政区划
竖新镇下辖以下居委会及村委会：
前卫村、新乐社区、瀛兴社区、堡西村、东新村、油桥村、明强村、永兴村、竖西村、惠民村、竖河村、竖南村、新征村、仙桥村、大东村、响同村、跃进村、春风村、时桥村、椿南村、大椿村、前哨村和育才村。